# Hermann Boelmann
Engelke Lüpko Hermann Boelmann (* 7. November 1896 in Leer (Ostfriesland); † 9. März 1958 in Bremen) war ein deutscher Politiker (SPD) und Mitglied der Bremischen Bürgerschaft. 

## Biografie

### Ausbildung und Beruf
Boelmann lebte in Bremen-Farge und war von Beruf Schlosser. 

### Politik
Boelmann war Mitglied der SPD. 
Vom 12. Juni 1947 bis 1958 (†) war er für die SPD 11 Jahre lang Mitglied der Bremischen Bürgerschaft und in verschiedene Deputationen und Ausschüssen der Bürgerschaft tätig.
Boelmann war seit dem 30. September 1954 mit Anna geb. Volkens (1905–1984) verheiratet. Die Eheschließung fand in Bremen-Blumenthal statt. Hermann Boelmann starb am 9. März 1958 um 14:50 Uhr im Krankenhaus Aumund in der Kuhstraße 1 in Bremen im Alter von 61 Jahren. Er wohnte zuletzt in der Richard-Taylor-Straße 44 in Bremen.